# 戯言
『戯言』（ざれごと）は、J Stormから2018年5月16日に通常盤、同年7月4日に初回限定盤が発売された島茂子のデビューシングル作品。DVDシングルとして発売された。

## 概要
TOKIOの城島茂扮する島茂子の1stDVDシングル。TOKIOの53rdシングル『クモ』通常盤のカップリング曲「女の坂道」をザ・ソイラテズと共に歌った経験があるが、ソロとしてのシングル作品の発売は初である。表題曲の「戯言」は、 松岡昌宏が主演を務めたテレビ朝日系金曜ナイトドラマ『家政夫のミタゾノ』の主題歌となっていた。
シングルの発売を記念して、5月18日から20日まで東京、大阪、兵庫でリサイタルを開催し、ジャニーズショップ原宿、ジャニーズショップ大阪で衣装展を開催。また、5月6日に明治神宮野球場で開催された東京ヤクルトスワローズ対広島東洋カープ戦で始球式を行い、5月11日にはテレビ朝日系『ミュージックステーション』に出演、「戯言」を披露した。主題歌に起用された『家政夫のミタゾノ』の第4話にも出演。冒頭に登場し、「戯言」をカラオケで歌った。さらに最終回にも再出演した。
5月14日、初回限定盤が製作上の都合により発売中止となる旨が発表された。特典映像内に、同月に契約解除となった山口達也が数秒間映り込んでいたためとされており、編集作業を行ったうえで同年7月4日に発売された。

## 収録曲

### DVD

#### 通常盤
1. 「戯言」ミュージックビデオ
2. 「戯言」写真撮影風景

#### 初回限定盤
1. 「戯言」ミュージックビデオ
2. 「戯言」ミュージックビデオ撮影風景
3. 「戯言」カラオケビデオ（しげこちゃんのアドバイス付き）
4. 「女の坂道」発売記念リサイタルダイジェスト（2017.8.31）

### CD（通常盤のみ）
1. 戯言
作詞：島茂子/作曲：Kaoru/編曲：Chang-crane、Dr.NO
  - テレビ朝日系金曜ナイトドラマ『家政夫のミタゾノ』主題歌
2. 菖ごころ
作詞：Kaoru/作曲：島茂子/編曲：Chang-crane
3. 戯言（カラオケ）
4. 菖ごころ（カラオケ）

## 特典

### 初回限定盤
- 曜日めくりカレンダー
- だれでも茂子
- 着せ替えジャケット（3種類）

### 通常盤（初回プレス分のみ）
- 茂子の人生戯言すごろく